# 黃金時段艾美獎喜劇類影集最佳客串女演員
黃金時段艾美獎喜劇類最佳女客串演員（英語：Primetime Emmy Award for Outstanding Guest Actress in a Comedy Series），是為了表揚每年美國黃金時段播映的喜劇類劇集中表演最出色的女性客串演員而設立之獎項。 
最新一屆得主為凱西·貝茲（Kathy Bates），她憑著於CBS的《好漢兩個半》（Two and a Half Men）飾演查理·哈珀（Charlie Harper）的鬼魂而於2012年的第64屆黃金時段艾美獎獲獎。客串演員的獎項雖然歸類於演出類，但其實頒獎時是與其他創意藝術獎（Creative Art Awards）一起頒發，而不是在黃金時段艾美獎的典禮上頒發。創意藝術獎的頒獎典禮通常較後者早幾天頒發。

## 資料來源
1. 1 2  de Moraes, Lisa. . 華盛頓郵報. 2012-09-17  [2012-11-27]. （原始内容存档于2020-11-30） （英语）.
2. 1 2  Serjeant, Jill. . 路透社. 2012-09-16  [2012-11-27]. （原始内容存档于2012-12-10） （英语）.

## 外部連結
- Primetime Emmy® Awards （页面存档备份，存于）
- Primetime Emmy® Awards History Database （页面存档备份，存于）